# Segunda División B de España 2012-13 (Grupo IV)
La temporada 2012/13 del Grupo IV de Segunda B de fútbol comenzó el 25 de agosto de 2012 y terminó el 18 de mayo de 2013. Participaron veinte clubes de Andalucía, Extremadura, la Región de Murcia, Castilla-La Mancha y la ciudad autónoma de Melilla.

## Sistema de competición
Los equipos están encuadrados en un grupo único, se enfrentan todos contra todos en dos ocasiones (una en campo propio y otra en campo contrario) durante un total de 38 jornadas. El orden de los encuentros se decide por sorteo antes de empezar la competición. La Real Federación Española de Fútbol es la responsable de designar a los árbitros de cada encuentro. El ganador de un partido obtiene tres puntos, el perdedor no suma puntos, y en caso de un empate hay un punto para cada equipo. Al término del campeonato, el equipo que acumula más puntos se proclama campeón y disputa las eliminatorias de ascenso a Segunda B, junto con el segundo, tercer y cuarto clasificado. Los cuatro últimos (17º a 20º, ambos inclusive) equipos descienden a Tercera División, mientras que el 16º disputa una eliminatoria a ida y vuelta contra otro 16º de cualquiera de los otros tres grupos. El perdedor también es descendido a Tercera División

## Clubes participantes
| Equipo                   | Fundación | Ciudad                    | Provincia | Comunidad Autónoma | Temporada anterior                      |
| ------------------------ | --------- | ------------------------- | --------- | ------------------ | --------------------------------------- |
| F.C. Cartagena           | 1995      | Cartagena                 | Murcia    | Región de Murcia   | Descendido de Segunda División          |
| Cádiz C. F.              | 1944      | Cádiz                     | Cádiz     | Andalucía          |                                         |
| R.B. Linense             | 1912      | La Línea de la Concepción | Cádiz     | Andalucía          |                                         |
| Lucena C.F.              | 1968      | Lucena                    | Córdoba   | Andalucía          |                                         |
| R. Jaén C.F.             | 1922      | Jaén                      | Jaén      | Andalucía          |                                         |
| Albacete Balompié        | 1940      | Albacete                  | Albacete  | Castilla-La Mancha | Jugó en la Segunda División B Grupo I   |
| U.D. Melilla             | 1976      | Melilla                   |           | Melilla            |                                         |
| C.D. San Roque de Lepe   | 1956      | Lepe                      | Huelva    | Andalucía          |                                         |
| C. Pvo. Cacereño         | 1926      | Cáceres                   | Cáceres   | Extremadura        |                                         |
| Real Betis Bpié B        | 1962      | Sevilla                   | Sevilla   | Andalucía          |                                         |
| C.F. Villanovense        | 1992      | Villanueva de la Serena   | Badajoz   | Extremadura        |                                         |
| La Roda C.F.             | 1999      | La Roda                   | Albacete  | Castilla-La Mancha | Jugó en la Segunda División B Grupo I   |
| Sevilla Atlético         | 1934      | Sevilla                   | Sevilla   | Andalucía          |                                         |
| U.D. Almería B           | 1997      | Almería                   | Almería   | Andalucía          |                                         |
| Écija Balompié           | 1985      | Écija                     | Sevilla   | Andalucía          |                                         |
| Arroyo C. Pvo.           | 1968      | Arroyo de la Luz          | Cáceres   | Extremadura        | Ascendido de Tercera División Grupo XIV |
| Loja C.D.                | 1969      | Loja                      | Granada   | Andalucía          | Ascendido de Tercera División Grupo IX  |
| San Fernando C.D.        | 2009      | San Fernando              | Cádiz     | Andalucía          | Ascendido de Tercera División Grupo X   |
| Atlético Sanluqueño C.F. | 1948      | Sanlúcar de Barrameda     | Cádiz     | Andalucía          | Ascendido de Tercera División Grupo X   |
| UCAM Murcia C.F.         | 1999      | Murcia                    | Murcia    | Región de Murcia   | Compró la plaza del Orihuela Deportiva  |